# Vilallonga de Ter
Vilallonga de Ter è un comune spagnolo di 420 abitanti situato nella comunità autonoma della Catalogna.